# Скочиляс Ігор Ярославович

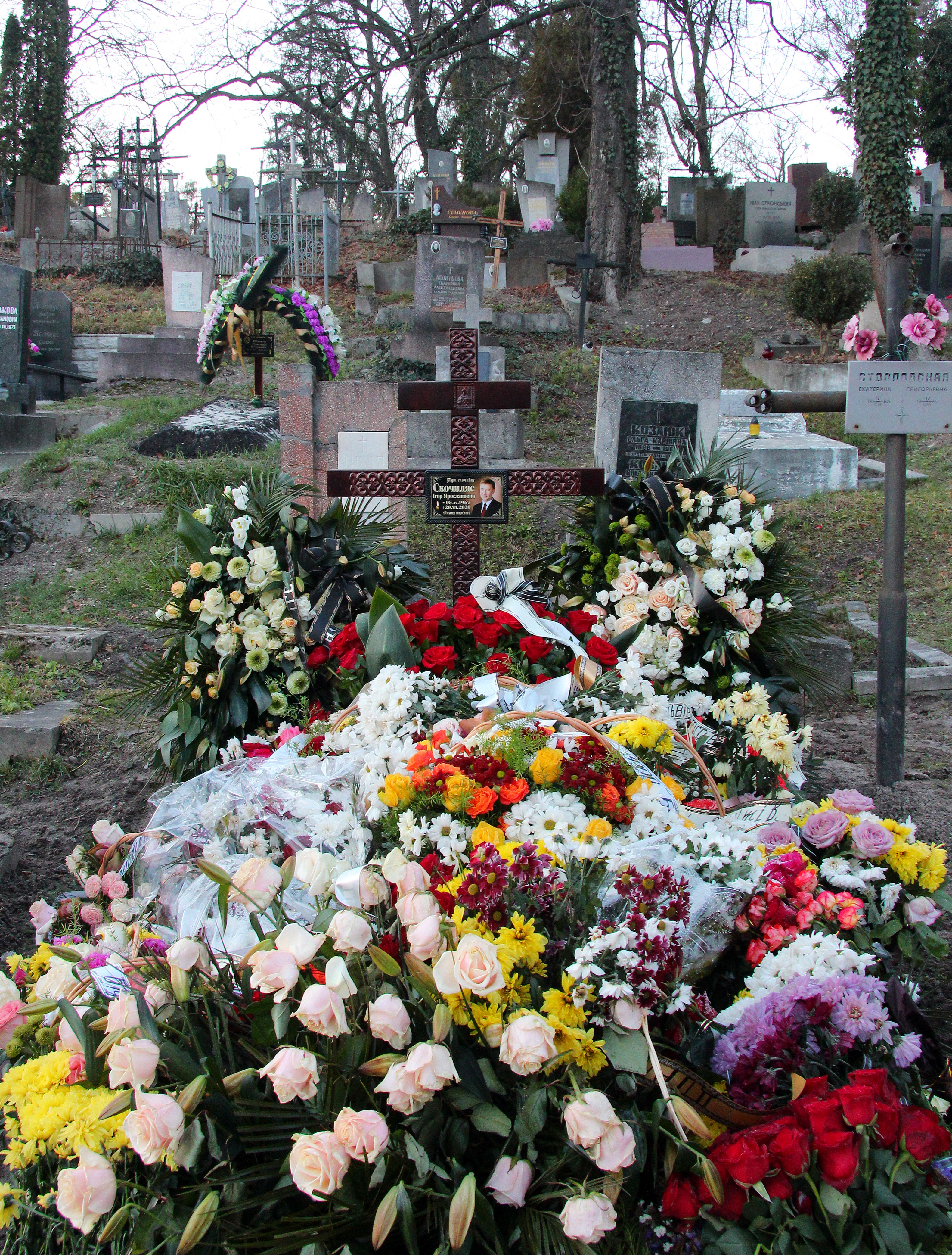
Могила Ігоря Скочиляса на полі № 75 Личаківського цвинтаря

Ігор Ярославович Скочиляс (5 квітня 1967, с. Цигани Борщівського району Тернопільської області — 20 грудня 2020, Львів) — український історик, краєзнавець. Фахівець із домодерної релігійної культури в Україні, еклезіальної традиції східного християнства, унійної ідеї та інституційної історії Київської митрополії. 
Доктор історичних наук (2011).

## Життєпис
1967, 5 квітня — народився у с. Рудка (тепер — с. Цигани) Борщівського району Тернопільської області.
1974—1984 — навчання в Рудківській середній школі.
1984—1991 — навчання на історичному факультеті Львівського державного університету імені Івана Франка, диплом з відзнакою.
1985—1987 — військова служба, отримав звання старшини запасу.
1989 — одружився з Іриною Назар (мають доньку Соломію (1994 р. н.)).
1991—1993 — архіваріус ІІ категорії (1991) і старший науковий співробітник (1992) ДАТО. 
1992 — співредактор науково-краєзнавчого збірника «Літопис Борщівщини».
1992—1995 — член редколегії наукового збірника «Україна в минулому». 
1993—2012 — провідний археограф (1993), науковий співробітник (1998), старший науковий співробітник (2002) та провідний науковий співробітник (2011) Львівського відділення Інституту української археографії та джерелознавства НАН України. 
1996—2007 — науковий співробітник Інституту історії Церкви Українського католицького університету.
З 1999 — викладач кафедри церковної історії УКУ.
1999 —	кандидат історичних наук зі спеціальності «Джерелознавство, історіографія та спеціальні історичні дисципліни», Інститут української археографії та джерелознавства ім. М. С. Грушевського НАН України, тема дисертації: «Протоколи генеральних візитацій Львівської єпархії 1730–1733 рр. як історичне джерело».
2007 — учене звання старшого наукового співробітника (доцента), НАН України.
2010—2016 — декан Гуманітарного факультету УКУ.
2011 — доктор історичних наук зі спеціальності «Історія України», Інститут українознавства ім. І. Крип’якевича НАН України, тема дисертації: «Галицька (Львівська) єпархія XII–XVIII століть: організаційна структура та правовий статус».
2011—2020 — керівник навчально-дослідницької програми УКУ «Київське християнство та унійна традиція». 
З 2013 по 2015 був гостьовим професором для студентів Українського вільного університету (Мюнхен).
2016—2020 — проректор з наукової роботи УКУ.
2020 — завідувач кафедри нової і новітньої історії України УКУ.
Помер від ускладнень Covid-19 у Львові, похований на полі № 75  Личаківського цвинтаря.

## Наукова діяльність
Ігор Скочиляс історик концептуаліст, котрий розглядав українську Церкву на тлі глобальних соціокультурних процесів і формування ментальнісних орієнтирів як кліру так і ширших верств населення. Він мав власну оригінальну візію розвою церковного життя на теренах України від києво-руських часів до кінця XVIII ст., впровадив в науку історіографічні концепти «Slavia unita» та «Київське християнство».  До новаторських досягнень І. Скочиляса Наталя Яковенко  відносить, те що він вперше в національній історіографії «зумів поєднати еклезіальний підхід до вивчення релігійної сфери життя, властивий церковним історикам, із аналізом соціокультурних аспектів, які досі належали до компетенції світських науковців». 
Дослідження І. Скочиляса мали також й у супільно-політичне значення, тому що давали важливий інтелектуальний матеріал для діяльності сучасної Греко-католицької Церкви та фактологічні підстави для напрацьовування ідеології її подальшого розвиту. Ігор Гирич вважає І. Скочиляса, до певної міри, одним з ідеологів розвитку Греко-католицької Церкви в умовах незалежної України. 

## Членство в академічних і громадських організаціях
З 1992 — член і співзасновник історико-краєзнавчого товариства «Джерело» (м. Борщів, Тернопільська обл.);
з 1992 — член Наукового товариства імені Шевченка в Україні;
з 1993 — член Українського геральдичного товариства;
з 1998 — член Українського богословського наукового товариства;
2002—2010 — голова Історичної комісії Наукового товариства імені Шевченка в Україні;
2005—2006 — член Комітету захисту архівів (Київ, Львів);
з 2007 — член Міжнародної комісії з історії християнства (Commission Internationale d’Histoire et d’Etudes du Christianisme) (Лондон, Англія; Париж, Франція);
2008—2010 — учасник Робочої дослідницької групи австрійської фундації «Pro Oriente» (Die Wiener Stiftung Pro Oriente) (Відень, Австрія; Київ, Україна);
2011—2013 — член Наукової експертної ради «Мистецького Арсеналу» (Київ);	
з 2012 — член Спеціалізованої вченої ради Д 35.222.01 Інституту українознавства ім. І. Крип’якевича НАН України та Інституту народознавства НАН України, спеціальність 07.00.01 «Історія України»;
з 2014 — член Комісії польсько-українських культурних зв’язків Польської академії наук (Komisja Polsko-Ukraińskich Związków Kulturowych Polskiej Akademii Nauk) (Варшава, Люблін, Польща);
з 2014 — член Редакційної ради дослідницької програми «Atlas Fontium Antiquae Poloniae» (Варшава, Польща);
з 2015 — член Експертної комісії з історії Міністерства освіти і науки України;
з 2015 — член Професорської колегії Українського вільного університету (Ukrainische Freie Universität) (Мюнхен, Німеччина).

## Праці
- «Українська церква на Борщівщині та інші сторінки національного відродження краю» (1992).
- «Повітовий комітет УНДО у суспільно-політичному житті Борщівщини середини 20-х — кінця 30-х рр. XX ст.» (1995).
- «Собори Львівської єпархії XVI–XVIII століть» / Упоряд. та істор. нарис І. Скочиляса; Вступ. слово та богословська ред. митр. прот. М. Димида, Львів: Вид-во УКУ 2006, cxliv + 464 с.
- «Релігія та культура Західної Волині на початку XVIII ст.: За матеріялами Володимирського собору 1715 року» / Наук. ред. Я. Дашкевич, Львів 2008, 80 с.
- «Галицька (Львівська) єпархія XII–XVIII століть: організаційна структура та правовий статус» / Наук. ред. Я. Дашкевич, Львів: Вид-во УКУ 2010, xxiv + 832 + 16 с. кольор. іл.
- «Генеральні візитації церков і монастирів Володимирської унійної єпархії кінця XVII — початку XVIII століть: книга протоколів та окремі описи», заг. ред. та іст. нарис Анджей Ґіль, Ігор Скочиляс, упоряд. Анджей Ґіль, І. Макевич, Ігор Скочиляс, Ірина Скочиляс (Львів–Люблін 2012).
- «Володимирсько-берестейська єпархія XI—XVIII століть: історичні нариси», співавтор Анджей Ґіль (Львів 2013).
- «Дар любови»: Податок куниче (катедратик) у Київській митрополії XIII–XVIII століть. Львів: Вид-во УКУ 2013, 160 с.
- «Przed wielkim podziałem: Metropolia kijowska Cerkwi Prawosławnej do 1458 roku». Lublin; Lwów: Instytut Europy Środkowo-Wschodniej; Ukraiński Uniwersytet Katolicki, 2013. 61 s.+illust. співавтор Анджей Ґіль.
- «Kościoły wschodnie w państwie polsko-litewskim w procesie przemian i adaptacji: metropolia kijowska w latach 1458—1795», співавтор Анджей Ґіль (Люблін-Львів 2014).
- «На перехресті культур: Монастир і храм Пресвятої Трійці у Вільнюсі» / Колективна монографія за редакцією А. Бумблаускаса, С. Кулявічюса, І. Скочиляса. Вільнюс: Вид-во Вільнюського ун-ту, 2017. 472 с. + ілюстр.
- «Kultūrų kryžkelė: Vilniaus Švč. Trejybės šventovė ir vienuolynas» / Moksliniai redaktoriai: Alfredas Bumblauskas, Salvijus Kulevičius, Ihoris Skočiliasas. – Vilnius: Vilniaus universiteto leidykla, 2017. – 408 р. + iliustr.
- «На перехресті культур: Монастир і храм Пресвятої Трійці у Вільнюсі» / Колективна монографія за редакцією А. Бумблаускаса, С. Кулявічюса, І. Скочиляса. 2-ге виправл. й доповн. вид. Львів: УКУ, 2019. 912 с.: іл. (серія «Київське християнство» , т. 16).
- «Замойський провінційний собор Руської Унійної Церкви 1720 року», кн. 1: Діяння та постанови / упоряд. Р. Паранько, Іг. Скочиляс, Ір. Скочиляс. Львів: УКУ, 2021. С+804 с. ISBN 978-617-7637-29-4
- «Собори Київської архиєпархії XV–XVIII століть: документи і матеріали» / заг. ред. та істор. нарис І. [Я.] Скочиляса; упоряд. Д. Сироїд, І. [Я.] Скочиляса та І. [Б.] Скочиляс. Львів: Вид-во УКУ, 2022. CCXXX+418 c. (серія «Київське християнство», т. 14)
- «Slavia Unita» в історії та культурі Київської митрополії кінця XVI — XVIII cт. / вст. ст. Максима Яременка; упоряд.: Оксана Вінниченко, Олексій Вінниченко, Ірина Скочиляс, Ярослав Федорук, Максим Яременко. Львів — Київ: Український католицький університет, 2024. xvi + 840 c. (Серія «Київське християнство», т. 34).

Бібліографія Ігоря Скочиляса налічує 479 позицій. Монографії, автореферати, збірники статей (16 позицій); збірники джерел і статей, які упорядковував учений (8 книг); членство в редакційних колегіях та радах, наукове редагування й рецензування видань і сайтів відображено у  136 виданнях; статті — у наукових збірниках і журналах, енциклопедіях, періодиці, на вебсайтах (українською, англійською, білоруською, іспанською, італійською, литовською, польською, російською мовами)  (319 позицій), серед котрих є також деякі інтерв'ю на телебаченні чи радіо.

Українська церква на Борщівщині
Біобібліографічний покажчик (2017)
Біобібліографічний покажчик (2022)

## Нагороди і відзнаки
1987 — медаль «За відзнаку у військовій службі» ІІ ступеня.
2011 — відзнака Національної академії наук України «За вагомий внесок у розвиток науки, активну науково-організаційну роботу».
2011 — відзнака Львівської архиєпархії УГКЦ «За дослідження історії Української Греко-Католицької Церкви»
2014 — нагорода ректора Українського католицького університету «За виняткові досягнення у наукових дослідженнях».
2015 — нагорода «Feniks» Товариства католицьких видавців у категорії «Церковні науки» за публікацію монографії «Kościoły wschodnie w państwie polsko-litewskim w procesie przemian i adaptacji: metropolia kijowska w latach 1458—1795» (Варшава).
2015 — нагорода в рамках 55-го Конкурсу Польського товариства книговидавців «Найгарніші книжки 2014 року» в номінації «Наукові та науково-популярні книги (гуманітаристика)» за публікацію монографії «Kościoły wschodnie w państwie polsko-litewskim w procesie przemian i adaptacji: metropolia kijowska w latach 1458—1795» (Варшава).
2016 —	Олександрівська премія родини Ґудзяків «Ad fontes».

## Вшанування пам'яті
24-26 вересня 2021 року в м. Супрасль (Польща) було проведено міжнародну наукову конференцію «Супрасльський монастир та еліти Речі Посполитої», яку присвятили пам'яті професора Українського католицького університету Ігоря Скочиляса. Під час зустрічі відбулася презентація тому «Замойський провінційний собор Руської Унійної Церкви 1720 року» (видавнича серія «Київське християнство»), який став крайньою масштабною працею професора Скочиляса.
20-21 грудня 2021 року відбулися вечір спогадів спільноти Українського католицького університету та меморіальний вечір, які були присвячені пам'яті Ігоря Скочиляса. У 2021, 2022 та 2023 роках організовано три меморіальні лекції пам'яті Ігоря Скочиляса.
20 грудня 2023 року у Львові проведено Другий Колоквіум імені Ігоря Скочиляса.
Іменем Ігоря Скочиляса названо Центр релігійної культури УКУ. Також на його честь росте дуб у Саксонському парку м. Супрасля (Польща).